# Llorenç de Cabanyes i d'Olzinelles
Llorenç de Cabanyes i d'Olzinelles   (Barcelona, 1837 - Barcelona, 1878) va ser escriptor, traductor i periodista, un home català d'idees liberals i progressistes que també es va dedicar al disseny i a la pintura.

## Biografia
Escriptor, traductor i periodista, va ser un home d´idees liberals i progressistes que també es va dedicar al disseny i a la pintura. Provinent d'una família aristòcrata de Catalunya. Fill de Josep Anton de Cabanyes i Ballester i de Josefa d´Olzinelles i de Romero. Va néixer a Barcelona perquè els seus pares hi van fixar la residència fugint de la primera guerra carlista.

El seu pare, Josep Antoni de Cabanyes Ballester, era un reconegut comerciant i mecenes que es va dedicar al negoci familiar d'exportació de vins i aiguardents. Era un home culte i poliglot i va viatjar per tot Europa. Aleshores va descobrir el Romanticisme i el Liberalisme. Així mateix, va aplegar una col·lecció de pintures considerable i va consolidar la biblioteca de la Masia d'en Cabanyes de Vilanova. Reuní a la seva casa pairal una biblioteca romàntica en llengua original i una important col·lecció de pintura catalana i europea. A la mort del seu pare, Llorenç va heretar el patrimoni de la Masia, biblioteca i pinacoteca d'en Cabanyes, que el va acostar a l'art i a les lletres. 

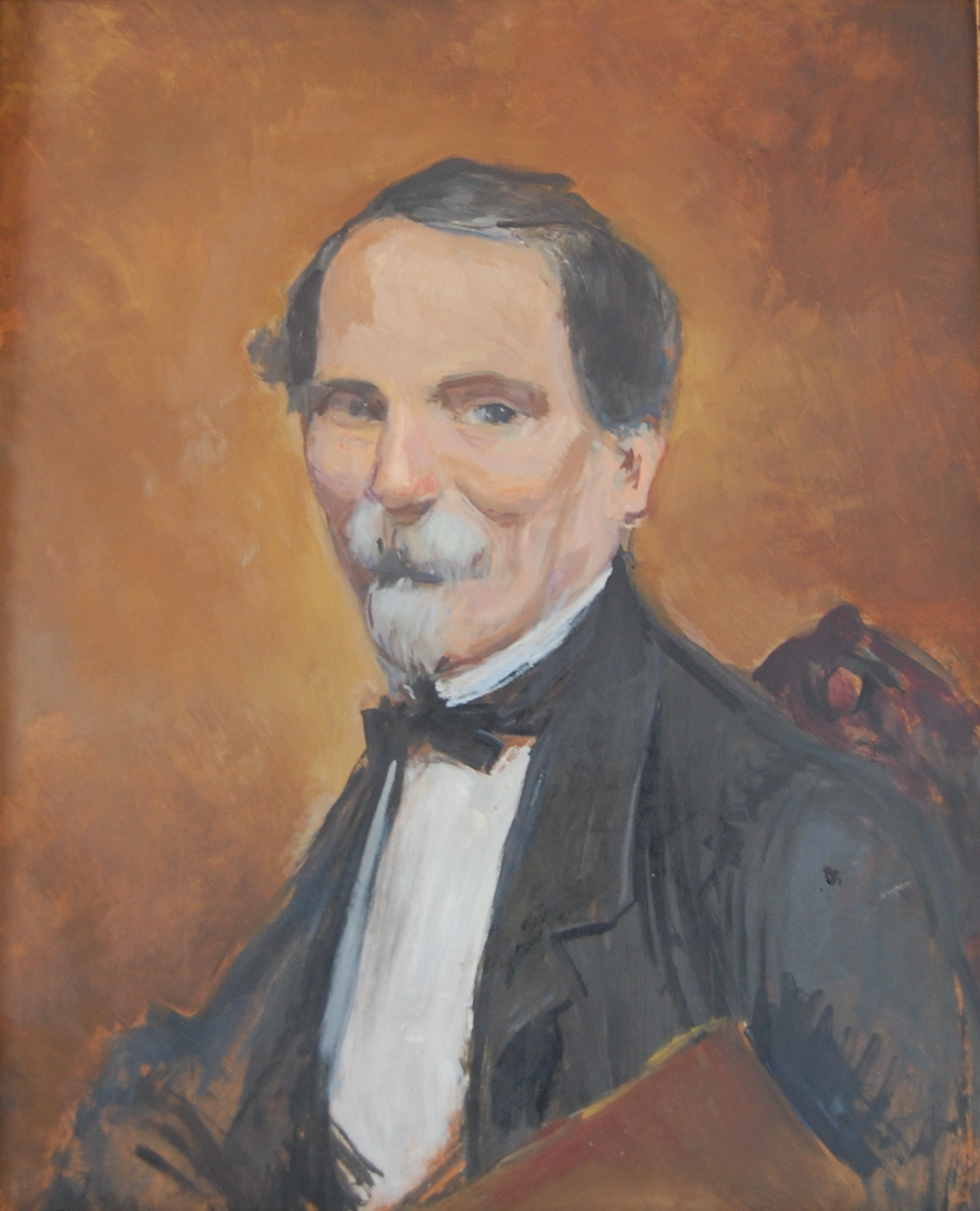
Joaquim de Cabanyes, oncle de Llorenç de Cabanyes.

Morts els seus pares, el seu oncle Joaquim de Cabanyes i Ballester, militar i pintor paisatgista, que va arribar a coronel d´infanteria i va ser membre de les Acadèmies de Belles Arts de València, Barcelona i Mallorca, es feu càrrec de la seva educació. Ja de ben jove, Llorenç de Cabanyes s'instal·là a Vilanova i la Geltrú a la Masia d'en Cabanyes. Allà, gràcies a les rendes del patrimoni pogué viure amb comoditat i dedicar-se al teatre i el periodisme.
De tendència liberal progressista, l'any 1868 celebrà la Revolució, juntament amb Eusebi Planas i Modest Urgell. A banda d'aquests dos personatges, Cabanyes es relacionà amb la bohèmia artística barcelonina, on destacà com a pintor i dissenyador. Pel que fa a la pintura, l'obra que es conserva a la Masia d'en Cabanyes tracta temes romàntics com la mort, la guerra, la tristesa o el mite d´Ofelia. Destaca El penjat, un oli fosc i tètric de caràcter crepuscular.
Durant la dècada de 1850 es dedicà a la comèdia, i a partir de 1868 es començà a interessar més per la poesia romàntica de caràcter medievalista, les traduccions i el periodisme.
El 1870 fou premiat als Jocs Florals de Barcelona. Entre 1871 i 1876 va col·laborar amb la revista La Renaixensa, publicant poemes, articles i llegendes.

## Obra
Comèdies estrenades a Vilanova i la Geltrú
- Don Rufo el estrafalario (1856)
- La vuelta de Don Pancracio (1857)
- Un pájaro de América (1859)

En premsa
- Diario de Villanueva (1856-1866)
- La Antorcha (1866)
- La Lección (1869)
- La Renaixensa (entre 1871-1876)

Com a poeta
- La prometença (1871)
- La cançó d'en Francesc de Vilanova de Cubelles (1872)
- Al Déu de les Armades (1875)

Com a traductor
Va traduir poemes del seu oncle Manuel de Cabanyes, El Tartufo de Molière, i adaptà al castellà Le bourgeois gentil homme amb el títol El caballero en borrico i també traduí obres de Goldoni i Shakespeare.

## Obra política
L'any 1868 va publicar Fábulas Políticas (Barcelona, Llibreria Verdaguer). L'obra no s'arribà a distribuir. En aquesta peça Cabanyes mostrava les seves tendències polítiques i jutjava la Internacional, que tot just naixia en aquell moment. Pretenia, organitzar una associació amb la missió de lluitar contra la Internacional. Aquestes idees, no tingueren adeptes.